# János Kornai
János Kornai, conocido hasta 1945 como János Kornhauser (Budapest, 21 de enero de 1928 - 18 de octubre de 2021) fue un economista húngaro reconocido por su análisis y crítica de las economías planificadas en los estados comunistas de la Europa oriental.

## Biografía
Kornai estudió filosofía por dos años en la Universidad Pázmány Péter (ahora llamada Universidad Eötvös Loránd) de Budapest. Por cuenta propia, se formó en el campo económico, y obtiene el grado 'candidato' en economía por la Academia de Ciencias de Hungría. Escribió que decidió ser economista después de leer El capital de Marx. Comenzó a trabajar en Szabad Nép, el periódico del partido comunista húngaro, y casi alcanza el rango de editor de noticias relacionada al área económica, pero después de unos cuantos años de trabajo, fue despedido en abril de 1955 por su carencia de ideales comunistas.

## Trayectoria
De 1958 en adelante, Kornai recibió muchas invitaciones para visitar instituciones extranjeras, pero le fue negado el pasaporte  por las autoridades húngaras y no pudo salir del país hasta 1963, después que se empezaron a eliminar algunas restricciones políticas.
De 1967 hasta 1992 fue profesor de investigación en el instituto de economía de la Academia de Ciencias de Hungría. Se convierte en miembro corresponsal en 1976 y miembro en 1982. Kornai fue nombrado docente en Harvard en Estados Unidos en 1986 y fue nombrado catedrático Allie S. Freed de economía en 1992. Se retiró de Harvard en 2002. En el mismo año, se convirtió en socio permanente del Instituto de estudios avanzados del Collegium Budapest. Fue también profesor  investigador en la Universidad Central Europea. A partir 2011 trabajó también como profesor emérito en la Universidad Corvinus de Budapest.
Fue miembro de la junta directiva del Banco Nacional de Hungría (banco central) hasta 2001, y escribió muchos libros y ensayos relacionados con economía planificada.

## Trabajo
A finales de la década de los años 1950, estuvo entre aquellos que comenzaron con el uso de métodos matemáticos en la planificación económica. Elaboró la teoría de planificación a dos niveles con Tamás Lipták y dirigió el primer proyecto de planificación de varios niveles en una economía a gran escala. Uno de sus artículos iniciales, La centralización excesiva (1953) creó un revuelo en occidente y representó su primera desilusión con la planificación central comunista.
Su libro de 1971, Anti-equilibrio, critica a la economía neoclásica, particularmente la teoría del equilibrio general.
Quizás su trabajo más influyente es su libro de 1980, La economía de la escasez. En él, Kornai argumentó que la escasez crónica observada a finales de la década de 1970 en la Europa oriental (y que continuó durante la década de los 1980) no era consecuencia de errores de planificación ni de precios incorrectos, sino más bien se debió a fallas del sistema. En su libro de 1988, El sistema socialista, la economía política del comunismo, argumentó que la economía de mando basada en el dominio absoluto de un partido comunista marxista-leninista causa la supremacía de una administración burocrática de empresas estatales mediante la planificación centralizada y la fijación de precios administrativos para eliminar los efectos del mercado, dando lugar a respuestas individuales por los incentivos de este sistema, lo que en última instancia causa fenómenos económicos observables e inexorables conocidos como la economía de la escasez. Kornai manifiesta gran escepticismo en cuanto a los intentos por crear un socialismo de mercado.
Sus obras posteriores incluyen La vía a una economía libre (1990), Carreteras y caminos (1995), Lucha y esperanza (1997) y Bienestar en Transición (2001) que tratan aspectos macroeconómicos y de interacción entre políticas y políticas económicas en el periodo de transición económica de los estados postsoviéticos. Al final de su carrera dirigió un proyecto de investigación integral, La honestidad y la confianza a la luz de la transición postsocialista en Collegium Budapest, donde es miembro emérito.
Kornai fue miembro de la Real Academia de las Ciencias de Suecia.

## Autobiografía
En 2007 publicó una autobiografía, Por la fuerza del pensamiento, sobre su investigación y los ambientes sociales y políticos en los que trabajo y vivió. En 2012, una nueva edición de diez volúmenes de las principales obras de Kornai comenzó a circular en húngaro.